# Veenmossen
De veenmossen (Sphagnaceae Dum., Anal. Fam. Pl. 68. 1829.; Sphagnum L., Sp. Pl. 2: 1106. 1753; Gen. Pl. ed. 5, 487. 1754., Grieks: σϕάγνος sphagnos) zijn een familie van kleine tot robuuste planten, witachtig groen, bleekgroen tot geelbruin, soms paars of roodachtig aangelopen, in matten, kussens of bulten, in natte habitats groeiend of in veengebieden boven het waterniveau, minder vaak onder water. Planten meestal met rechtopstaande stengel, met de jonge takken verspreid langs de stengel (dus in spiralen gerangschikt) met de nog groeiende toppen van stengels in een "hoofdje" (capitulum), de takken gegroepeerd in bundels langs stam, stengel- en takbladeren met afwisselend opgeblazen, S-vormig tot ruitvormige hyaliene cellen en smalle, lineaire cellen met chloroplasten, met de hyaliene cellen van takbladeren meestal met fibrillen en poren.
De veenmossen hebben een grote rol gespeeld in de landschapsvorming in West-Europa, zoals in de hoogvenen in Ierland, oostelijk België en noordelijk Nederland.

## Details
Het protonema is meestal één cellaag dik; zijdelings uit de rand ontwikkelt de zich de gametofyt; soms worden filamenten gevormd op de thallusranden die weer aan de terminale cellen secundaire protonemata kunnen vormen.
De rizoïden zijn weinig talrijk en beperkt tot de basis van jonge mosplanten; ze zijn afwezig op de rijpe mosplanten.
De stengel (ook: stam) is rechtopstaand, enkelvoudig of weinig vertakt. Het stengelweefsels bestaat uit drie verschillende lagen: het is gedifferentieerd in een centrale cilinder van dunwandige parenchymatische cellen, overgaand in een cilinder van dikwandige schorscellen, omgeven door en hyalodermis (een oppervlakkige laag van dunwandige, opgeblazen cellen) van 0-4 lagen, die soms ook poren kunnen hebben.
De stengelbladeren zijn verspreid gerangschikt (in spiralen), ze zijn meer of minder fibrilleus (voorzien van inwendige verdikkingslijsten) en meer of minder voorzien van poren dan de takbladeren, vaak septaat (met dwarsschotten), langs de randen vaak met een duidelijke zoom van smalle lineaire chlorofylleuze cellen, en met een grotere breedte-lengteverhouding dan takbladeren in anisofylle vormen, gedeeltelijk gedifferentieerd bij hemi-isofylle vormen en identiek bij isofylle vormen
De takken zijn gewoonlijk gerangschikt in bundels, met de bundels verspreid geplaatst langs de stengel, elke bundel vaak bestaand uit twee of meer haaks afstaande takken en twee of meer slanke, hangende takken met een neiging om zich tegen de stengel aan te leggen (de takken zijn dimorf met afstaande en met hangende takken), in sommige soorten stengels enkelvoudig met 1-3 takken per bundel; takken meestal verkort bij de stengeltoppen voor de vorming van een hoofd- als bosje of "hoofdje" (capitulum); takschorscellen vaak met opgeblazen retortcellen met poren (openingen) aan de top, soms met fibrillen (lijstvormige verdikkingen van de celwand).

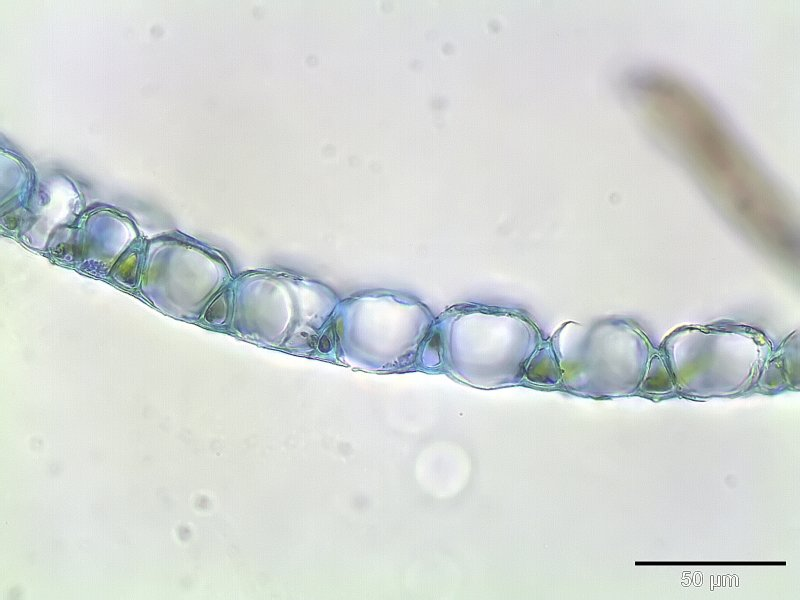
Dwarsdoorsnede van een takblad met kleine groene en grote hyaliene cellen

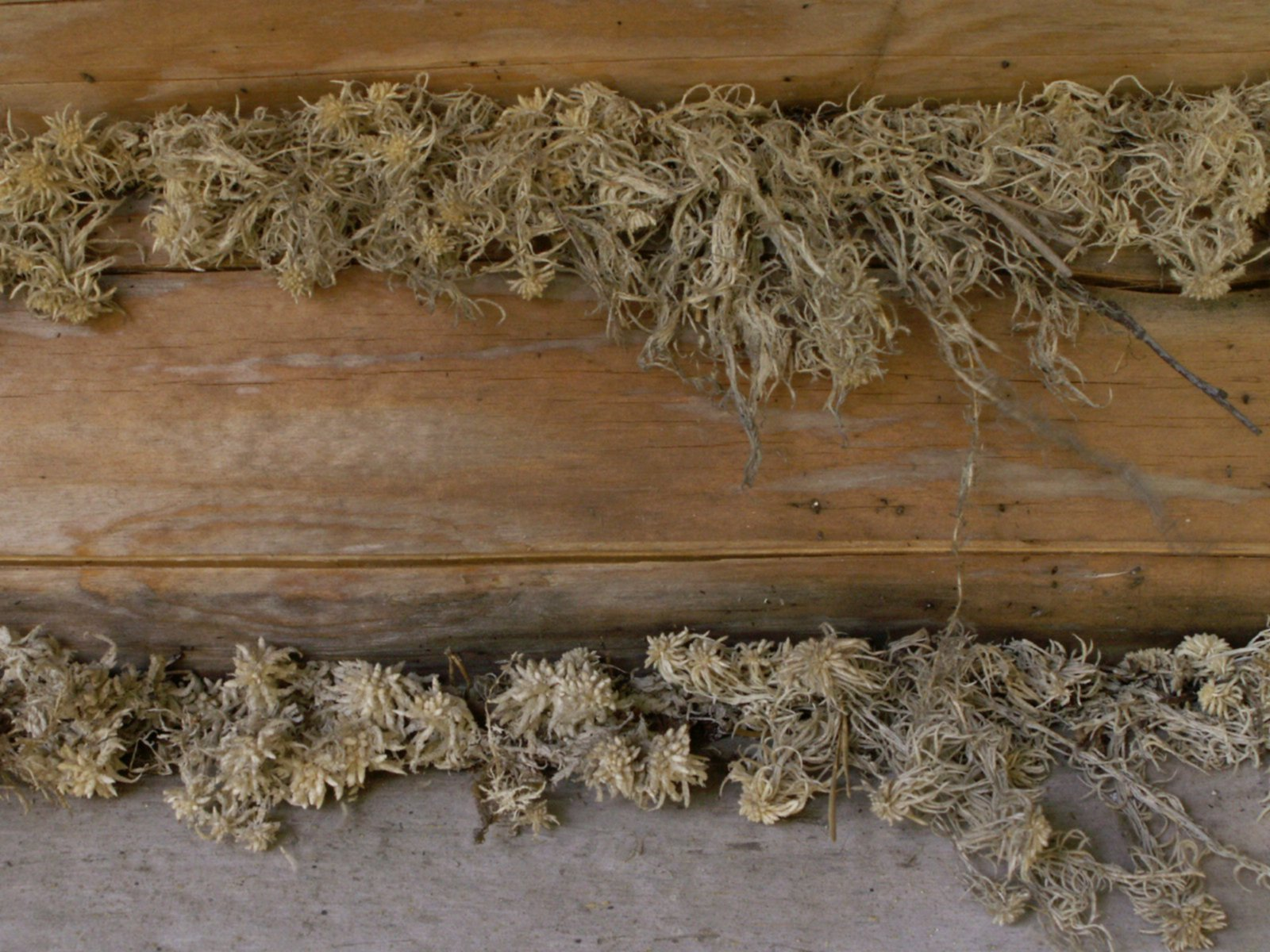
Veenmos als isolatiemateriaal in een blokhut

De takbladeren zijn spiraalvormig gerangschikt in ongeveer 4-5 rijen met 2/5 fyllotaxis, 1 cellaag dik met een netwerk van afwisselende chlorofylleuze en hyaliene cellen; de hyaliene zijn cellen meestal S-vormige, zelden ruitvormig, vrijwel altijd versterkt met opvallende spiraalvormige lijsten (fibrillen), klein tot groot, rond tot elliptisch en soms geringd poriën samen optreden commissuren of zelden op mobiele lumen, convexe oppervlak meestal met meer poriën per cel dan concaaf oppervlak ; chlorofylleuze cellen kunnen worden opgenomen op beide oppervlakken, meer in het algemeen blootgesteld aan een oppervlak of even zwak aan beide zijden, gezien in dwarsdoorsnede kunnen naburige celwanden gewoonlijk vlak, maar verschillende soorten celwand uitsteeksels duidelijk zichtbaar in dwarsdoorsnede.
De geslachtsverdeling is tweehuizig of eenhuizig; de gesteelde bolvormige antheridiën staan aan de uiteinden van de takken, meestal met gezwollen gekleurde uiteinden van de takken in de buurt van het hoofdje; langhalzige archegonia op korte takken afzonderlijk omgeven door perichaetiaalbladeren die meestal langer zijn dan takbladeren.
De perichaetiaalbladeren zijn vaak aanzienlijk groter dan de vegetatieve bladeren, meestal bijvoeging van de sporofyten tot op de vervaldag.
De geslachtsverdeling: tweehuizig of eenhuizig; takken altijd eenslachtig, met de antheridiën en de archegonia op afzonderlijke takken; parafysen afwezig; antheridiën bolvormig met een lange steel, met een antheridium aan de basis van elke perigonial blad, groeit op gespecialiseerde uiteenlopende tak tips die vaak diep gepigmenteerd met rode of bruine kleur; archegoniale takken enkele, zelden dubbel, gesteund 1-5 archegonia aan de top van elke tak.
De sporofyt bestaat uit een bijna zittend kapsel en een voet. Het stengelachtig pseudopodium ontstaat door verlenging van de uiteinden van archegoniumtakken; een echte seta is niet ontwikkeld; kapsels bolvormig, donkerbruin tot zwart, met een rond operculum, een annulus of peristoom ontbreekt; huidmondjes zijn rudimentair en bestaan uit een paar sluitcellen zonder poriën, columella welft zich koepelvormig over de grote tetraëdrische sporen.
Het huikje (calyptra) is teer, vliezig, als een hyaliene membraan die het operculum bedekt, onregelmatig gescheurd bij het rijpen van de kapsels.
De sporen worden overdekt door de columella, ze zijn tetraëdrisch, met een uitstekend, trileet litteken, met een fijn tot grof oppervlak.
De familie heeft een enkel geslacht, Sphagnum L.